# ヒュットリンゲン (ヴュルテンベルク)
ヒュットリンゲン (ドイツ語: Hüttlingen) は、ドイツ連邦共和国バーデン＝ヴュルテンベルク州シュトゥットガルト行政管区のオストアルプ郡に属す町村（以下、本項では便宜上「町」と記述する）である。

## 地理

### 位置
ヒュットリンゲンは、シュヴェービッシェ・アルプの東端、高度 400 m から 503 m に位置する。郡庁所在地アーレンから約 8　km の位置にあたる。

### 隣接する市町村
この町は、北西はノイラー、北東はライナウ、南は郡庁所在地アーレンと境を接している。

### 自治体の構成
自治体としてのヒュットリンゲンには、主邑のヒュットリンゲン地区の他にいくつかの小集落や農場、住宅群が属す。

### 土地利用
| 土地利用種別面積 | 農業用地 | 森林   | 住宅地 | 産業用地 | 交通用地 | 水域  | レジャー用地 | その他 |
| ---------------- | -------- | ------ | ------ | -------- | -------- | ----- | ------------ | ------ |
| 面積 (km2)       | 10.62    | 4.75   | 1.17   | 0.34     | 1.08     | 0.16  | 0.17         | 0.41   |
| 占有率           | 56.8 %   | 25.4 % | 6.3 %  | 1.8 %    | 5.8 %    | 0.9 % | 0.9 %        | 2.2 %  |

州統計局の2015年現在のデータによる。

## 歴史
ヒュットリンゲンの町域を、ローマ帝国の最も外側の国境の一部であるオーバーゲルマニッシュ＝レティシャー・リーメスが通っていた。この国境線は、現在のヴァッサーシュタル住宅地の向かい、ヴェーク・ホーホフェルト近郊で屈曲していた。2012年に地球物理学的調査の手法を用いて、2つのリーメスの塔の場所が判明した。
ヒュットリンゲンの歴史は254年にまで遡る。当時アレマン人のジッペ指導者「Hutilo」の家族がコッハー川の屈曲部に集落を建設した。このジッペ指導者の名前が町名の由来である。
文献上最初の記録は、1024年になされている。1475年にニーダーアルフィンゲンが初めて史料に記述されている。ヒュットリンゲンは、ヴュルテンベルク王国でオーバーアムト・アーレンに、その後アーレン郡に属した。1973年の郡再編でアーレン郡とともに、オストアルプ郡に編入された。

### 宗教
ヒュットリンゲンにはローマ＝カトリックと福音主義の教会が存在する。福音主義教会はヴァッサーアルフィンゲン＝ヒュットリンゲン教会に属している。

## 行政

### 行政共同体
この町は、アーレン市の行政共同体に加盟している。

### 議会
この町の議会は、2009年の町議会選挙後、議長を務める町長と19人の議員で構成されている。

### 首長
- 1948年 - 1978年: アルベルト・ブロバイル
- 1978年 - 2002年: ゲルト＝ギュンター・シュルツ
- 2002年 - : ギュンター・エンスレ

ギュンター・エンスレは2010年1月の選挙で 97.7 % の支持票を獲得して再選された。

### 姉妹自治体
- コティニョーラ（イタリア、エミリア＝ロマーニャ州）[6]

## 文化と見所

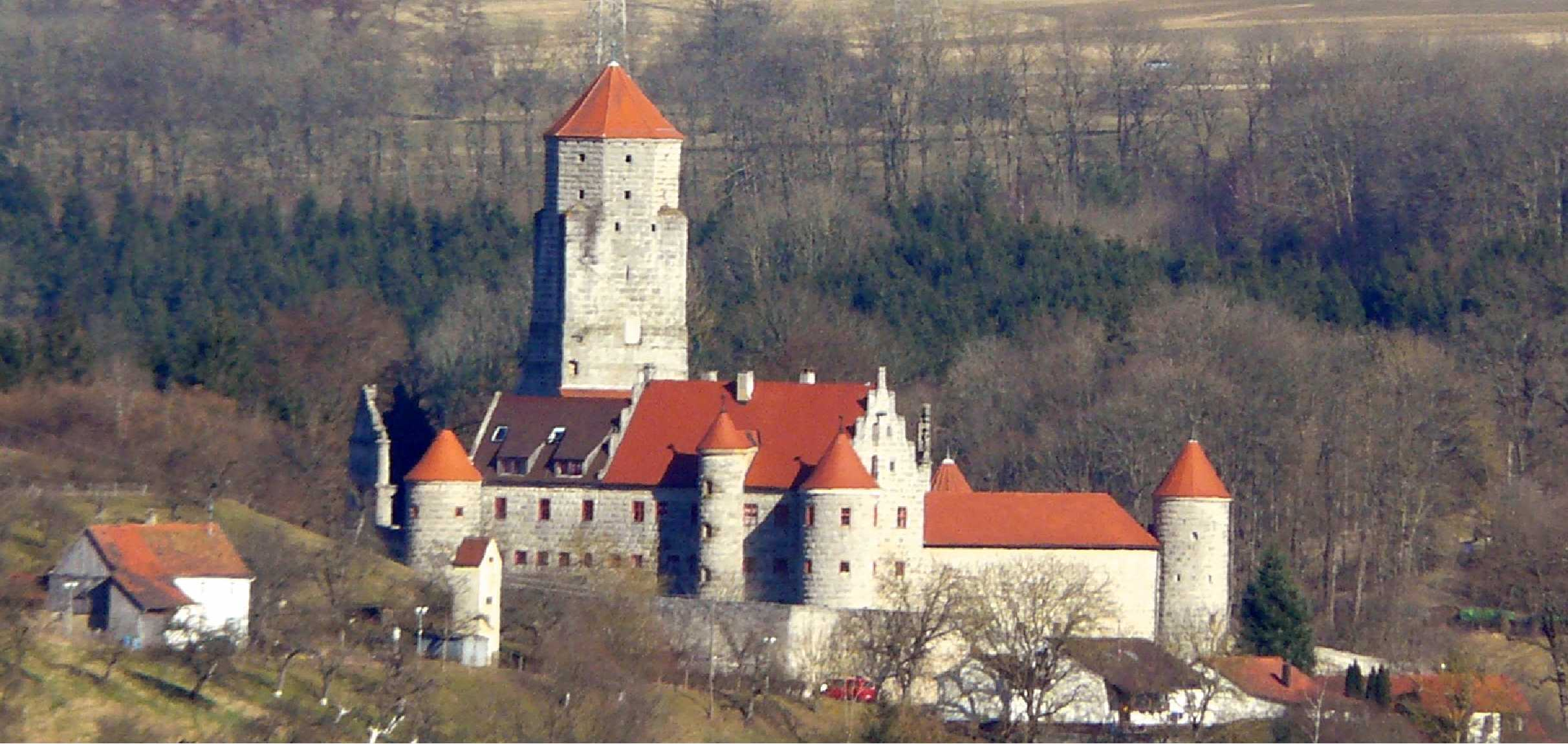
ニーダーアルフィンゲン地区のマリエンブルク城

レティシャー・リーメスはヒュットリンゲンの中央を通っていた。コッハー川沿いのリーメス施設では、様々な様式の防護柵や壁の一部の模倣品が見られる。
ニーダーアルフィンゲン地区のマリエンブルク城は現在、青年教育施設、レジャー施設、林間学校施設として利用されている。城の麓にある代官所の建物には、ヒュットリンゲンの郷土博物館が入居している。
同じニーダーアルフィンゲンには自然の屋外プールがある。町内にはサッカーグラウンドや礼拝所がある。

### クラブ
1896年に創設されたシュヴェービッシェ・アルプ協会のヒュットリンゲン地区グループは1996年にアイヒェンドルフ章を授与された。

## 経済と社会資本

### 交通
ヒュットリンゲンは、連邦道 B19号線（アイゼナハ - オーベルストドルフ）とB29号線（アーレン - ネルトリンゲン）との交差点に位置し、アウトバーン A7号線（ウルム - ヴュルツブルク）のインターチェンジも近い。
ヒュットリンゲンの中心部から約 2 km 離れたゴルトスヘーフェ駅には、アーレン - クライルスハイム線（オベーレ・ヤクスト鉄道）およびアーレン - ドナウヴェルト線（リース鉄道）の列車が停車する。
公共旅客交通の鉄道およびバス路線はオストアルプモビール交通共同体の運賃が適用されるが、それぞれの交通会社特有の料金も用いられている。

#### 自転車
町内には多くの自転車道がある:
- ドイツ・リーメス自転車道は、ライン川沿いのバート・ヘニンゲンからドナウ川沿いのレーゲンスブルクまで 818 km 以上にわたってオーバーゲルマニッシュ＝レティシャー・リーメス沿いに設けられている[7]。
- コッハー＝ヤクスト自転車道は、全町約 340 km の自転車道であり、バーデン＝ヴュルテンベルク州のコッハー川およびヤクスト川に沿っている。両河川は互いに数 km しか離れていない[8]。

#### 広域遊歩道
シュヴェービッシェ・アルプ協会のリーメス遊歩道は、ヒュットリンゲン近郊でコッハー川を渡る。この遊歩道は、ドイツ・リーメス遊歩道の一部である。

### 教育
この町には基礎課程・専修学校 アレマネンシューレがある。職業実科課程の第5学年から第7学年はノイラー校に通い、第8学年から第10学年はヒュットリンゲンで学ぶ。さらに、カトリック教会が運営する幼稚園が4園ある。

### エネルギー
ヒュットリンゲンの東に、ゴルツヘーフェ変電所がある。